# Приамурский государственный университет имени Шолом-Алейхема
Приамурский государственный университет имени Шолом-Алейхема — высшее учебное заведение в Еврейской автономной области, расположенное в Биробиджане.

## История университета
Приамурский государственный университет имени Шолом-Алейхема был основан в 1989 году как Биробиджанский государственный педагогический институт (БГПИ). В 2005 году он стал Дальневосточной государственной социально-гуманитарной академией (ДВГСГА), а в 2011 году был аккредитован по виду «университет» (ПГУ им. Шолом-Алейхема).
Первым ректором БГПИ—ДВГСГА (с 1989 по 2006) был кандидат философских наук, доцент Анатолий Александрович Сурнин. С 2006 года по 9 июня 2014 года университетом руководил кандидат технических наук, доцент Лев Соломонович Гринкруг (март 1955 — июнь 2014).
Приамурский государственный университет является первым и единственным на сегодняшний день государственным высшим учебным заведением на территории ЕАО (также на территории области осуществляют деятельность несколько филиалов ВУЗов соседних регионов). Университет размещается в 10 корпусах, иногородние студенты проживают в 4 общежитиях. Корпуса и общежития связаны друг с другом в корпоративную информационную сеть на основе собственной оптоволоконной линии. К 2012 году вуз осуществляет подготовку по 89 программам высшего профессионального образования 12 укрупнённых групп специальностей, которые включают в себя 32 направления подготовки бакалавров, 43 специальности, 14 направлений магистратуры. Послевузовская подготовка в аспирантуре осуществляется по 14 научным специальностям в 10 отраслях наук. Подготовка в области среднего профессионального образования ведётся по 12 образовательным программам.
Приамурский государственный университет включает в свою структуру 7 факультетов (включая факультет повышения квалификации), 21 кафедру, лицей и два учреждения среднего профессионального образования: промышленно-экономический колледж и техникум информационных и промышленных технологий. Также на базе ВУЗа осуществляют деятельность Центр исследований и инноваций, Институт открытого образования, Дальневосточный центр изучения идиша и еврейской культуры, издательство (выпускает в свет до 100 наименований книжной продукции в год). В университете работают несколько исследовательских лабораторий, среди которых — лаборатория ледотехники, лаборатория квалиметрических методов, лаборатория исследования систем социального обеспечения и т. д.
При университете действуют малое инновационное предприятие «Ассоциация разработчиков информационных технологий», студенческое проектно-конструкторское бюро, Центр молодёжных инициатив, ряд студенческих самоуправляемых организаций.
В 2020 году рассматривался проект строительства нового комплекса университета и создания единого студенческого городка со своей инфраструктурой в нескольких километрах от Биробиджана, в котором будет предусмотрено создание отдельного здания нового медицинского факультета и совмещенной с ним университетской больницей. Окончание строительства ожидается к 2025 году, но, по оценкам экспертов в связи с со сложностями финансирования оно может затянуться до 2028 года.

## Научные труды
Основное периодическое издание вуза — научный журнал «Вестник Приамурского государственного университета имени Шолом-Алейхема». Кроме того, университет является соучредителем (совместно с Дальневосточным федеральным университетом) научного журнала «Гуманитарные исследования в Восточной Сибири и на Дальнем Востоке». Среди широко известных изданий университета — сериальные издания «Историческая поэтика жанра» и «Мизрех: иудаика на Дальнем Востоке». В качестве соучредителя (совместно с Институтом комплексного анализа региональных проблем ДВО РАН) университет с 2012 года издаёт возрождённый литературно-публицистический альманах «Биробиджан» (был закрыт в конце 1940-х годов, пережил несколько попыток возрождения в 2000-е годы).

## Научные связи
Приамурский государственный университет связан соглашениями о сотрудничестве с 10 академическими организациями России, 3 зарубежными ресурсными центрами, 7 зарубежными ВУЗами, с широко известными культурными, образовательными и исследовательскими центрами («Кунсткамера: Музей антропологии и этнографии имени Петра Великого РАН» в Санкт-Петербурге, «Дом Шолом-Алейхема» в Тель-Авиве, «Музей истории еврейского наследия и Холокоста» в Москве, «Центр идиша имени Рены Косты при Бар-Иланском университете» в Рамат-Гане, «Петербургский институт иудаики» в Санкт-Петербурге и др.).